# ダン・ペン
ダン・ペン（Dan Penn、1941年11月16日 - ）はアメリカ合衆国アラバマ州出身の作曲家、歌手、音楽プロデューサーである。

## 来歴
ペンは米国南部アラバマ州に生まれ、ラジオでR&Bを聴いて育った。特にレイ・チャールズとボビー・"ブルー"・ブランドの洗礼を受け、しばらくボビー・"ブルー"・ペンの名で音楽活動をした時期もあった。
彼はプロデューサーのリック・ホールと知り合い、二人で車にレコードとウォッカを積んで各地に赴いてレコードを売り歩き、ヒットに結びつけた。また彼は、アレサ・フランクリンに「ドゥ・ライト・ウーマン・ドゥ・ライト・マン」など何曲ものソウルの作品を提供した。

## ディスコグラフィー
- 1973年 『Nobody's Fool』 (Bell)
- 1994年 『Do Right Man』 (Sire)
- 1999年 『Moments From This Theatre』 (Proper) ※スプーナー・オールダムとの共作
- 2000年 『Blue Nite Lounge』 (Dandy)
- 2007年 『Junkyard Junky』 (Dandy)
- 2013年 『I Need A Holiday』 (Dandy)
- 2016年 『Something About The Night』 (Dandy)
- 2020年 『Living On Mercy』 (The Last Music Company)

## 作曲した楽曲
- 「アイム・ユア・パペット」[6]（ジェームス&ボビー・ピューリファイ）[7]
- 「ダーク・エンド・オブ・ザ・ストリート」（ジェームス・カー）[8]
- 「ドゥー・ライト・ウーマン・ドゥー・ライト・マン」（アレサ・フランクリン）
- 「ア・ウーマン・レフト・ロンリー」（ジャニス・ジョップリン)